# CM-10 (Spanje)

De CM-1O

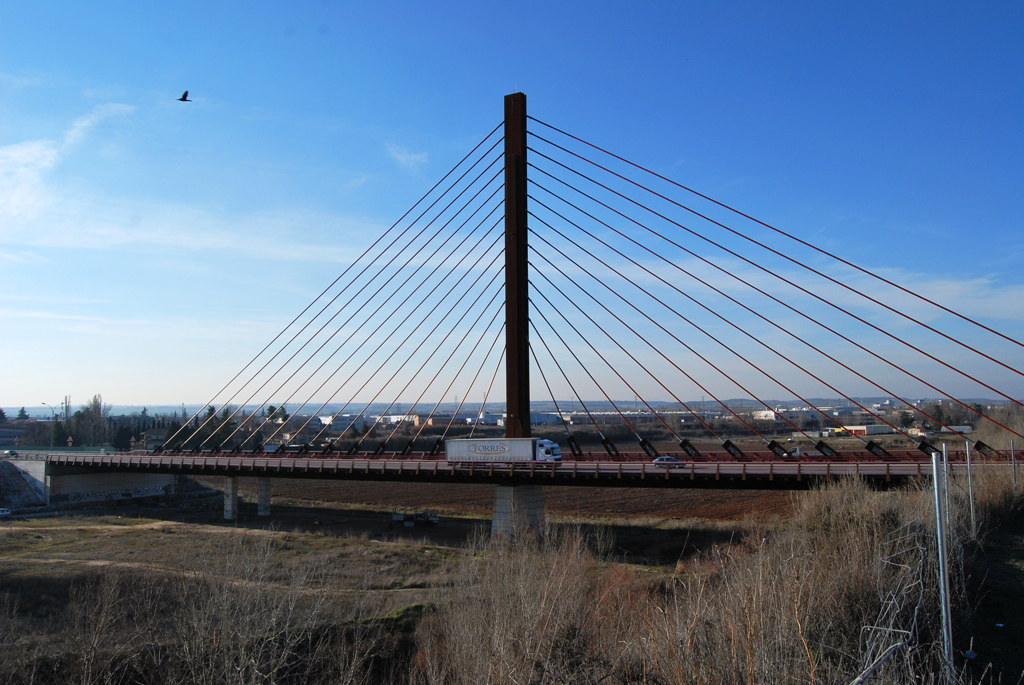
Arriaca-brug

De CM-10 is een autovía in Castilië-La Mancha en vormt een gedeeltelijke rondweg om Guadalajara over een afstand van 40 kilometer. De snelweg werd opengesteld tussen 2006 en 2010.